# NYSE Euronext
NYSE Euronext, Inc. (tidligere NYSE Group, Inc. og Euronext N.V.) er en europæisk-amerikansk virksomhed der driver flere børser, mest notabel er New York Stock Exchange (NYSE), Euronext og NYSE Arca (tidligere kendt som ArcaEx).
NYSE overtog Archipelago Holdings 7. marts, 2006 for US $ 10 mia., og NYSE Group blev skabt. 4. april 2007 blev NYSE Group sammenlagt med Euronext og verdens første multinationale og største børs blev skabt. 

## Lokationer
Betydelige NYSE Euronext lokationer er:
- Amsterdam, Holland — Amsterdam Stock Exchange
- Paris, Frankrig — Euronext Paris, europæisk hovedsæde
- Lissabon, Portugal — Euronext Lisbon
- London, Storbritannien — Euronext.liffe
- Chicago, Illinois, USA — NYSE Arca (tidligere Archipelago)
- New York, USA — New York Stock Exchange, Hovedsæde
- New York, USA — American Stock Exchange
- San Francisco, Californien, USA — NYSE Arca (tidligere Pacific Exchange)
- Belfast, Nordirland — del af NYSE Euronext Technologies (tidligere Wombat Financial Software)
- Bruxelles, Belgien — Euronext Brussels

NYSE Euronext ejer også 20 % af Doha Securities Market.